# الحكم بن سعيد القزاز
أبو العاصي الحكم بن سعيد القزاز الملقب بالحائك، وزير آخر خلفاء بني أمية بالأندلس.

## سيرته
كان الحكم بن سعيد القزاز في بدايته حائكًا في قرطبة واتصل بالخليفة هشام المعتد بالله، فرفع الخليفة من شأنه إلى أن جعله وزيرًا له وأمينًا ومستشارًا، فتصرف في شؤون الدولة، وجرى مجرى الحاجب المنصور في حجره على الخليفة. وأخذ أهل قرطبة على القزاز مصادرته لأموال التجار وإغداقها على البربر الذين كانوا في حالة من العداوة مع أهل قرطبة، كما أخذوا عليه تقديم الدهماء من الناس على ذوي البيوتات المشهورة في قرطبة، فكرهوه وكرهوا الخليفة هشام، وتهامسوا بالثورة. فظن ابن عم للخليفة اسمه أمية بن عبد الرحمن أن الفرصة قد سنحت لخلع المعتد بالله، وأن يصبح الخليفة مكانه، فشجع الثورة في الخفاء، فكان الوزير القزاز أول ضحاياها وقتله رجل يعرف بابن الحصار، ثم خلع المعتد بالله من الخلافة في قرطبة، وطرد أهل قرطبة ابن عمه أمية بت عبد الرحمن، وانقرض ملك الأمويين في الأندلس، وطُردوا من قرطبة، ليبدأ عصر ملوك الطوائف الذي مزق الأندلس حتى سقوطها.